# Archiearis hyemalis
Archiearis hyemalis är en fjärilsart som beskrevs av Giorna 1971. Archiearis hyemalis ingår i släktet Archiearis och familjen mätare. Inga underarter finns listade i Catalogue of Life.